# .tj
.tj este un domeniu de internet de nivel superior, pentru Tadjikistan (ccTLD).